# Bilselibates bosporanus
Bilselibates bosporanus är en mångfotingart som beskrevs av Karl Wilhelm Verhoeff 1940. Bilselibates bosporanus ingår i släktet Bilselibates och familjen pärlbandsfotingar. Inga underarter finns listade i Catalogue of Life.